# Xestia margineornata
Xestia margineornata là một loài bướm đêm trong họ Noctuidae.